# Юстина Швенти-Ерсетиць
Юстина Швенти-Ерсетиц (пол. Justyna Święty-Ersetic; нар. 3 грудня 1992) — польська легкоатлетка, яка спеціалізується яка спеціалізується у біг на короткі дистанції.

## Із життєпису
Олімпійська чемпіонка у змішаному естафетному бігу 4×400 метрів (2021). Перемога була здобута з новим рекордом Європи в цій дисципліні (3.09,87).
Срібна олімпійська призерка у жіночій естафеті 4×400 метрів (2021).
Срібна (2019) та бронзова (2017) призерка чемпіонатів світу в жіночій естафеті 4×400 метрів.
Дворазова срібна призерка чемпіонатів світу в приміщенні у жіночій естафеті 4×400 метрів (2016, 2018).
Переможниця Світового туру в приміщенні у загальному заліку бігу на 400 метрів (2020).
Срібна (2017) та бронзова (2019) призерка Світових естафет у жіночій естафеті 4×400 метрів (2017, 2019).
Дворазова чемпіонка Універсіад у жіночій естафеті 4×400 метрів (2015, 2017).
Чемпіонка Європи у бігу на 400 метрів та в жіночій естафеті 4×400 метрів (2018). Срібна призерка чемпіонату Європи з естафетного бігу 4×400 метрів серед жінок (2022).
Чемпіонка Європи в приміщенні (2017, 2019) та бронзова призерка чемпіонату Європи в приміщенні (2015) у жіночій естафеті 4×400 метрів.
Срібна (2021) та бронзова (2017) призерка чемпіонатів Європи в приміщенні у бігу на 400 метрів.
Переможниця командних чемпіонатів Європи у бігу на 400 метрів (2019) та в естафеті 4×400 метрів (2019, 2021).
Чемпіонка Європи серед молоді в естафеті 4×400 метрів та бронзова призерка чемпіоната Європи серед молоді у бігу на 400 метрів (2013).
Срібна призерка чемпіоната Європи серед юніорів в естафеті 4×400 метрів (2011).
Чемпіонка Польщі у бігу на 400 метрів (2013, 2016, 2020) та в естафеті 4×400 метрів (2012).
Чемпіонка Польщі в приміщенні у бігу на 200 метрів (2020), 400 метрів (2012, 2014—2018, 2020—2021) та в естафеті 4×200 метрів (2015, 2019, 2020).
У вересні 2017 одружилася з польським борцем Давідом Ерсетицем.
Тренується під керівництвом польського спеціаліста Александра Матушинського (пол. Aleksander Matusiński).
Випускниця Катовицької академії фізичного виховання імені Єжі Кукучки.

## Основні міжнародні виступи
| Рік  | Змагання                       | Місто          | Місце            | Дисципліна           | Примітки         |
| ---- | ------------------------------ | -------------- | ---------------- | -------------------- | ---------------- |
| 2009 | Чемпіонат світу серед юнаків   | Брессаноне     |                  | комбінована естафета |                  |
| 2010 | Чемпіонат світу серед юніорів  | Монктон        |                  | 4×400 м              | [a]              |
| 2011 | Чемпіонат Європи серед юніорів | Таллінн        | 2                | 4×400 м              |                  |
| 2012 | Чемпіонат Європи               | Гельсінкі      | 3заб5            | 400 м                |                  |
| 2012 | 4×400 м                        |                |                  |                      |                  |
| 2012 | Олімпійські ігри               | Лондон         | 2заб4            | 4×400 м              |                  |
| 2013 | Командний чемпіонат Європи     | Ґейтсгед       |                  | 400 м                |                  |
| 2013 | 4×400 м                        |                |                  |                      |                  |
| 2013 | Чемпіонат Європи серед молоді  | Тампере        | 3                | 400 м                |                  |
| 2013 | 1                              | 4×400 м        |                  |                      |                  |
| 2013 | Чемпіонат світу                | Москва         | 3заб2            | 4×400 м              |                  |
| 2014 | Чемпіонат світу в приміщенні   | Сопот          |                  | 400 м                |                  |
| 2014 | 4×400 м                        |                |                  |                      |                  |
| 2014 | Світові естафети               | Нассау         |                  | 4×400 м              |                  |
| 2014 | Командний чемпіонат Європи     | Брауншвейг     |                  | 400 м                |                  |
| 2014 | 4×400 м                        |                |                  |                      |                  |
| 2014 | Чемпіонат Європи               | Цюрих          | 2пф7             | 400 м                |                  |
| 2014 | 4×400 м                        |                |                  |                      |                  |
| 2015 | Чемпіонат Європи в приміщенні  | Прага          | 2пф5             | 400 м                |                  |
| 2015 | 3                              | 4×400 м        |                  |                      |                  |
| 2015 | Світові естафети               | Нассау         |                  | 4×400 м              |                  |
| 2015 | Командний чемпіонат Європи     | Чебоксари      |                  | 400 м                |                  |
| 2015 | Універсіада                    | Кванджу        |                  | 400 м                |                  |
| 2015 | 1                              | 4×400 м        |                  |                      |                  |
| 2015 | Чемпіонат світу                | Пекін          | 1заб6            | 4×400 м              |                  |
| 2016 | Чемпіонат світу в приміщенні   | Портленд       |                  | 400 м                | Відео на YouTube |
| 2016 | 2                              | 4×400 м        |                  |                      |                  |
| 2016 | Чемпіонат Європи               | Амстердам      |                  | 400 м                |                  |
| 2016 | 4×400 м                        |                |                  |                      |                  |
| 2016 | Олімпійські ігри               | Ріо-де-Жанейро | 3пф5             | 400 м                |                  |
| 2016 |                                | 4×400 м        | Відео на YouTube |                      |                  |
| 2017 | Чемпіонат Європи в приміщенні  | Белград        | 3                | 400 м                |                  |
| 2017 | 1                              | 4×400 м        |                  |                      |                  |
| 2017 | Світові естафети               | Нассау         | 2                | 4×400 м              |                  |
| 2017 | Універсіада                    | Тайбей         | 1                | 4×400 м              |                  |
| 2017 | Чемпіонат світу                | Лондон         | 1заб6            | 400 м                |                  |
| 2017 | 3                              | 4×400 м        | Відео на YouTube |                      |                  |
| 2018 | Чемпіонат світу в приміщенні   | Бірмінгем      |                  | 400 м                | Відео на YouTube |
| 2018 | 2                              | 4×400 м        | Відео на YouTube |                      |                  |
| 2018 | Чемпіонат Європи               | Берлін         | 1                | 400 м                | Відео на YouTube |
| 2018 | 1                              | 4×400 м        | Відео на YouTube |                      |                  |
| 2018 | Континентальний кубок          | Острава        |                  | 400 м                |                  |
| 2018 | DQ                             | 4×400 м        |                  |                      |                  |
| 2019 | Чемпіонат Європи в приміщенні  | Глазго         |                  | 400 м                | Відео на YouTube |
| 2019 | 1                              | 4×400 м        | Відео на YouTube |                      |                  |
| 2019 | Світові естафети               | Йокогама       |                  | 4×400 м (змішана)    | [a]              |
| 2019 | 1                              | 4×400 м        | Відео на YouTube |                      |                  |
| 2019 | Командний чемпіонат Європи     | Бидгощ         | 1                | 400 м                |                  |
| 2019 | 1                              | 4×400 м        | Відео на YouTube |                      |                  |
| 2019 | Чемпіонат світу                | Доха           |                  | 400 м                | Відео на YouTube |
| 2019 | 2                              | 4×400 м        | Відео на YouTube |                      |                  |
| 2021 | Чемпіонат Європи в приміщенні  | Торунь         | 2                | 400 м                | Відео на YouTube |
| 2021 | Командний чемпіонат Європи     | Хожув          | 1                | 4×400 м              | Відео на YouTube |
| 2021 | Олімпійські ігри               | Токіо          | 1                | 4×400 м (змішана)    | Відео на YouTube |
| 2021 | 2                              | 4×400 м        | Відео на YouTube |                      |                  |

a  Виступала в забігу